# Мала Преспа
Мала Преспа (алб. Prespa e Vogël, мкд. Мала Преспа) је географска област у Албанији, поред југозападне обале Преспанског језера.
Ова област чини десетак села која су организована у општину. Село Пустец је највеће насеље, а уједно и административни центар истоимене општине. Становништво ове области углавном чине Македонци који су признати као национална мањина и имају право образовања на својем матерњем македонском језику током основне школе.
Грб ове општине садржи македонски национални симбол, Сунце, над којим је исписано име те општине на македонском језику Општина Пустец, а на доњој страни је исписано на албанском — Bashkia Pustec. Ово је први случај званичне примене македонског језика у Албанији.